# Ата Бей аль-Айюби
Ата Бей аль-Айюби (1877, Дамаск, Османская империя — 1951, Дамаск, Сирия) — сирийский политический деятель, президент Сирии (1943).

## Биография
Представитель видной политической семьи. Получил образование в сфере государственной службы и общественных наук в Константинополе и начал карьеру в Османской империи.
В 1908 году был назначен губернатором Латакии. После поражения Османской империи в Первой мировой войне в 1918 году вернулся в Дамаск.
В июле 1920 года назначен министром внутренних дел. На этом посту «закрывал глаза» на действия национально ориентированных повстанцев и на контрабанду оружия в их лагеря. В августе 1920 года пережил покушение. После победы колониальных войск и установления их мандата на Сирию активно работал в профранцузских кабинетах — до 1922 года оставался на посту министра внутренних дел.
В 1922—1925 годах — министр юстиции.
В 1928 году он вступил в секретные переговоры с борющимся за независимость политическими методами Национальным блоком, оставаясь при этом в доверительных отношениях с Францией. В 30-х годах аль-Айюби фактически выполнял роль посредника во взаимоотношениях этих двух сторон.
В марте 1934 года вновь назначен министром юстиции.
После резкого ухудшения отношений между французскими властями и Национальным Блоком в 1936 году, приведшим к 60-дневной всеобщей забастовке и отставке кабинета премьер-министра Тадж эд-Дина аль-Хасани французскии Верховный комиссар Дамьен де Мартель предложил аль-Айюби сформировать новое правительство.
После признания независимости Сирии в 1936 году вместе с новым президентом страны Хашим Бей Халидом аль-Атасси объявил о достижении соглашения с Францией, окончании всеобщей забастовке. После этого ушёл в отставку.
В марте 1943 года после победы войск союзников над военным контингентом режима Виши, размещенным в Дамаске, аль-Айюби непродолжительное время занимал пост премьер-министра. Передав власть избранному президенту Шукри аль-Куатли, он ушёл из политической жизни.